# Gisela-Bonn-Preis
Der Gisela-Bonn-Preis ist ein Preis des Indian Council for Cultural Relations. Er wurde 1996 gestiftet und soll vor allem die Arbeit von jungen Wissenschaftlerinnen und Journalistinnen honorieren, die auf dem Gebiet der deutsch-indischen Beziehungen arbeiten. In Würdigung der deutschen Indienkennerin und Förderin der deutsch-indischen Beziehungen Gisela Bonn ist der Preis nach ihr benannt.
Der Preis ist an kein bestimmtes Thema gebunden und wird jährlich für besondere Leistungen auf dem Gebiet der deutsch-indischen Beziehungen verliehen.

## Preisträger
- 1997: Martina Wütz
- 1998: Margot Gatzlaff-Hälsig
- 1999: Hanna Paulmann
- 2000: Roland Beer
- 2001: Andrea Siemsen
- 2002: Anette Sidhu-Ingenhof
- 2003: Karin Steinberger
- 2004: Dorothee Wenner
- 2005: Hartmut Schmidt
- 2006: Herbert Lang
- 2007: Christian Weiß
- 2008: Ronald Kurt
- 2009: Britta Petersen
- 2010: Olaf Krüger
- 2011: Achim Rodewald
- 2012: Rajele Jain
- 2013: Arndt Michael
- 2014: Rainer Hörig
- 2015: Anja Bohnhof
- 2016: Moritz von Brescius
- 2018: Antje Stiebitz
- 2019: Heike Oberlin
- 2020: Marie Elisabeth Müller
- 2021: Hans Harder